# Octave Feuillet

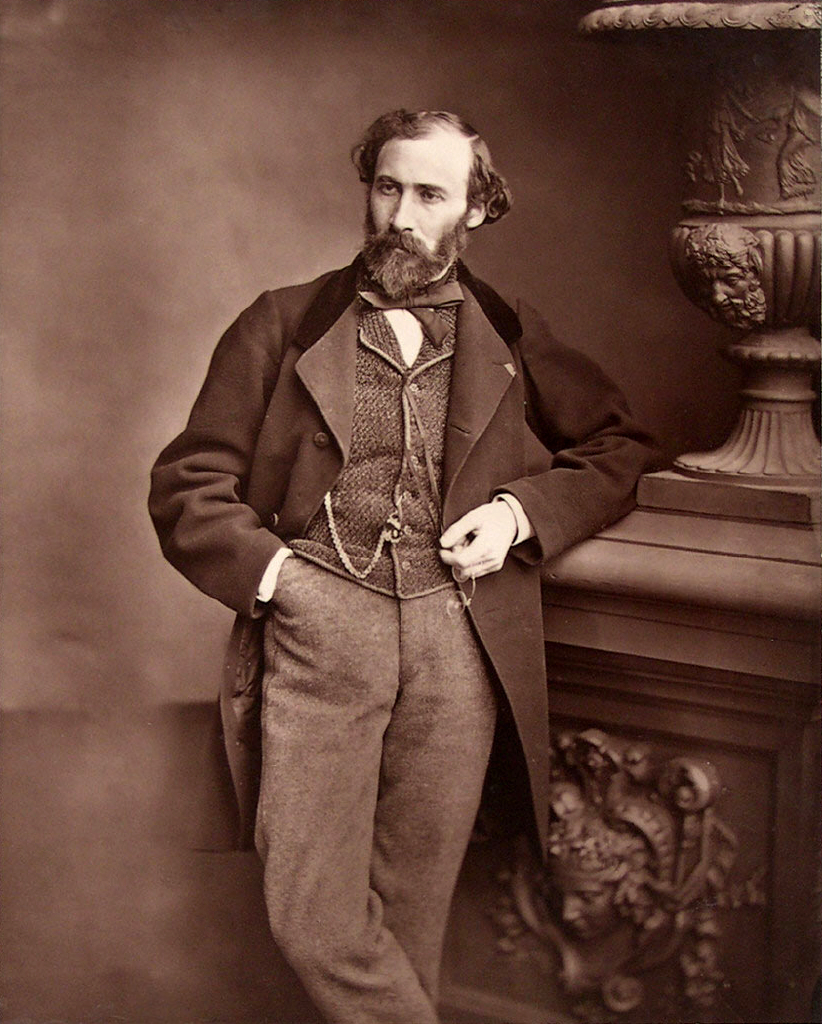
Feuillet. Fotografie realizată de Antoine Samuel Adam-Salomon pe la 1870

Octave Feuillet (n. 11 august 1821, Saint-Lô, Basse-Normandie, Franța – d. 29 decembrie 1890, Paris, Franța) a fost un romancier și dramaturg francez.

## Biografie
Feuillet s-a născut la Saint-Lô, Manche (Normandia). Tatăl lui, Jacques Feuillet, a fost un avocat proeminent și secretar general al departamentului La Manche, dar, de asemenea, un individ hipersensibil. Mama lui a murit când el era copil. Feuillet a moștenit de la tatăl său excitabilitatea nervoasă, deși nu în aceeași măsură. El a fost trimis la Liceul Louis-le Grand din Paris, unde a obținut rezultate înalte, și a fost destinat pentru a face parte din serviciul diplomatic.
În 1840 i-a spus tatălui său că își dorea să devină scriitor, iar bătrânul Feuillet și-a renegat fiul. Octave Feuillet s-a întors la Paris și a lucrat ca jurnalist. În colaborare cu Paul Bocage a scris piesele de teatru Echec et mat, Palma ou la nuit de Vendredi saint și La Vieillesse de Richelieu. Tatăl său l-a iertat trei ani mai târziu și i-a acordat o indemnizație financiară. Feuillet s-a bucurat de o existență confortabilă la Paris și a publicat primele sale romane.
Starea de sănătate a vârstnicului Feuillet s-a deteriorat tot mai mult și el i-a cerut fiului său să plece de la Paris și să stea cu el la Saint-Lô. Acesta era un mare sacrificiu, dar Octave Feuillet a respectat dorința tatălui său. În 1851 s-a căsătorit cu verișoara lui, Valérie Feuillet (născută Dubois), care era, de asemenea, scriitoare. În timpul „exilului” său la Saint-Lô (afectat enervant de mania tatălui său pentru singurătate și de temperamentul său tiranic), Feuillet a scris unele dintre cele mai bune opere literare. Primul său succes a venit în 1852, când a publicat romanul Bellah și a produs comedia La Crise. Ambele au fost retipărite în Revue des deux mondes, unde au apărut multe dintre romanele sale de mai târziu. Alte lucrări apreciate sunt La Petite Comtesse (1857), Dalila (1857) și popularul Le Roman d'un jeune homme pauvre (1858).
Feuillet însuși a suferit o cădere nervoasă la Saint-Lô, dar îngrijirea soției și soacrei sale l-au ajutat să-și revină. În 1857, el a revenit la Paris pentru a supraveghea repetiția piesei pe care o adaptase după romanul Dalila. În anul următor, el a făcut același lucru atunci când avea loc repetiția adaptării dramatice a romanului Un jeune homme pauvre. Din nefericire, tatăl său a murit când el se afla departe de casă.
Feuillet și familia sa s-au mutat imediat la Paris și el a devenit un invitat favorit la curtea celui de-al Doilea Imperiu. Piesele sale au fost reprezentate la Compiègne înainte de a fi reprezentate pe scenele teatrelor populare, iar într-o ocazie împărăteasa Eugénie a jucat rolul Doamnei de Pons în Les Portraits de la Marquise.
Feuillet nu a abandonat romanul, iar în 1862 el a obținut un mare succes cu Sibylle. Starea lui de sănătate, cu toate acestea, a început prin această perioadă să se deterioreze, fiind afectat de moartea fiului său cel mare. A părăsit Parisul pentru a trăi mai liniștit în Normandia. Vechiul castel al familiei a fost vândut, dar el și-a cumpărat o casă numită Les Paillers în suburbiile din Saint-Lô și a trăit acolo, îngropat în trandafiri, timp de cincisprezece ani.

## Membru al Academiei Franceze
El a fost ales membru al Academiei Franceze în 1862, iar în 1868 a fost numit bibliotecar la palatul Fontainebleau, unde avea să locuiască o lună sau două în fiecare an. În 1867 a scris capodopera sa Monsieur de Camors, iar în 1872 a scris Julia de Trécœur. El și-a petrecut ultimii ani, după vânzarea casei Les Paillers, într-o neîncetată rătăcire, din cauza depresiei și a problemelor de sănătate. A murit la Paris pe 29 decembrie 1890. Ultima sa carte a fost Honneur d'artiste (1890).
Feuillet se plasează la jumătatea distanței dintre romantici și realiști. El este renumit pentru „portretizarea distinsă și lucidă a vieții”, realizarea personajelor feminine, analiza psihologiei și sentimentelor personajelor și pentru stilul său literar spiritual, dar rezervat.